# Fousy
Fousy (eigentlich Fawzi Yamouni) ist ein deutscher Rapper und Produzent algerischer Herkunft aus Siegen. Charakteristisch für Fousy ist die Eigenkomposition und Produktion seiner Songs, welche sich dem Musikgenre Hip-Hop und Trap zuordnen lassen, sowie die Nutzung des AutoTune Effekts in seinen Liedern. Seit 2017 steht er beim Label ALMAZ MUSIQ des Heidelberger Rappers Kurdo unter Vertrag.

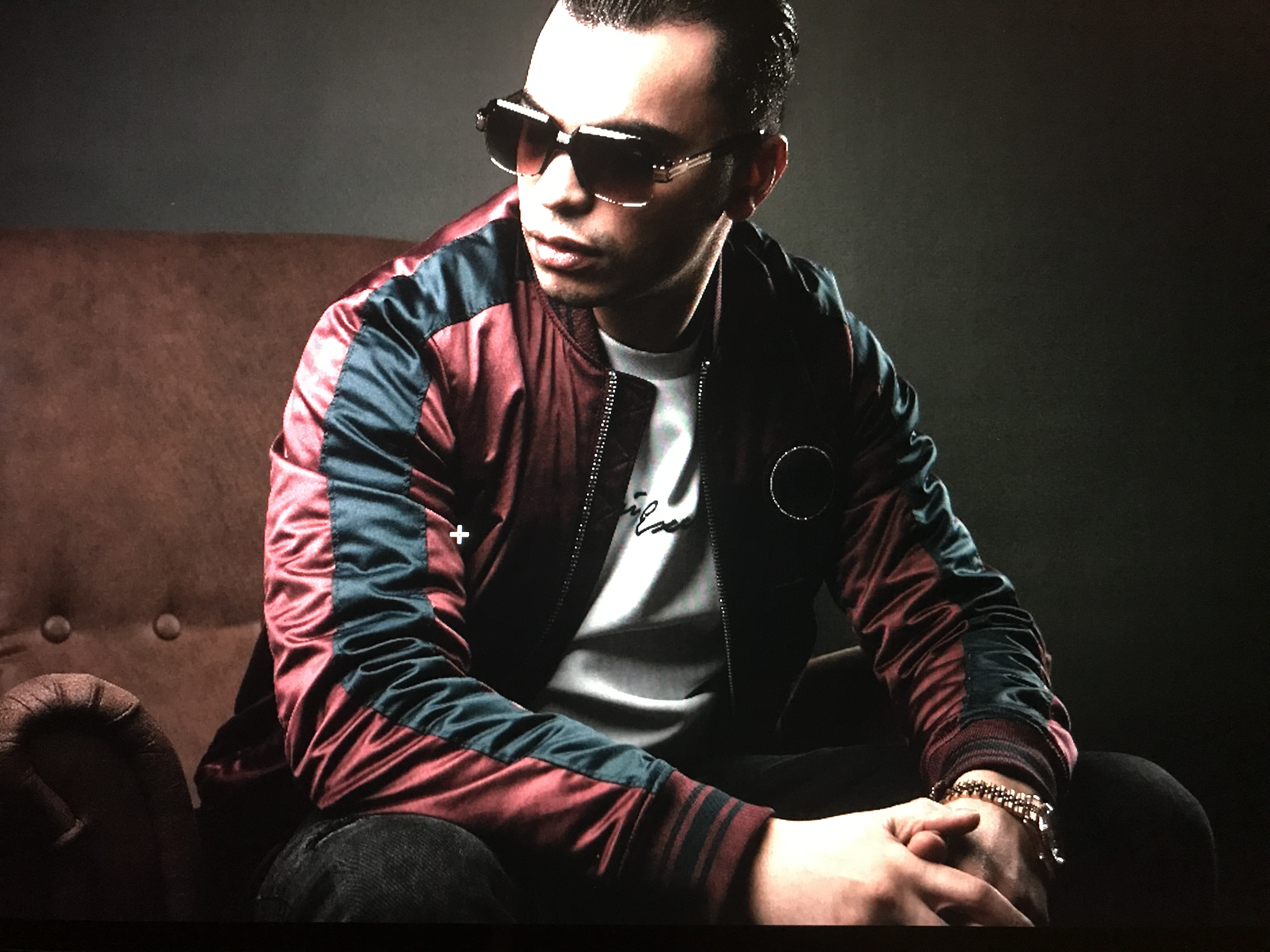
Fousy während des Fotoshootings für die "20 Mille EP"

## Biografie
Im jungen Alter flüchtete Fousy zusammen mit seinen Eltern vor dem Bürgerkrieg aus seinem Geburtsort Oran in Algerien nach Deutschland in die südwestfälische Stadt Siegen. Fousy war nach seinem Schulabschluss ohne Perspektiven. Schon seit seiner Kindheit in Algerien waren die musikalischen Werke der Rai-Legenden Cheb Khaled und Cheb Mami ein Wegbegleiter Fousys, doch erst nach dem ersten Kontakt mit HipHop wurde er musikalisch aktiv. Inspiriert durch diese Klänge begann Fousy sich den Umgang mit Musikproduktionsprogrammen anzueignen und seine eigene Musik zu schreiben.

## Musikkarriere
Der Produzent, Rapper und Sänger verschmilzt auf seinen Songs nordafrikanischen Rhythmus mit modernen amerikanisch angehauchten Trapeinflüssen. Anfang 2017 wurde Kurdo auf eine Demoaufnahme aufmerksam und sicherte sich Fousy für sein Label ALMAZ MUSIQ. Die Bekanntgabe des Signings erfolgte am 15. Dezember 2017 durch einen Trailer auf dem ALMAZ MUSIQ YouTube-Kanal. Am 2. März 2018 erschien das erste Release von Fousy über ALMAZ MUSIQ mit dem Titel 20Mille EP. Diese Veröffentlichung umfasst in EP-Form 7 Songs und ist ausschließlich digital erhältlich zum Download und Streaming. Die Songs 20MIDJ, Sinaloa Kartell (featuring Kurdo), Sicario & Narcos wurden vorab veröffentlicht und bildeten mit den Titeln Amen Bro, Nein Niemals & Mios die 20 Mille EP. Im April 2018 wurde die 20 Mille EP im User-Voting auf dem deutschen HipHop-Portal Hiphop.de auf Platz 8 der besten Releases im Monat März von 49 HipHop Veröffentlichungen gewählt. Am 18. Mai 2018 veröffentlichte Kurdo die Single und das dazugehörige Musikvideo zu Bugatti Veyron produziert von Fousy in Zusammenarbeit mit Kostas Karagiozidis. Auch das ehemalige Almaz-Signing Payy griff für seine Single Hayat, die am 29. März 2019 erschien, auf einen Beat von Fousy zurück. Am 12. April 2019 veröffentlichte Fousy sein Debütalbum mit dem Titel Alélo über Kurdos Label ALMAZ MUSIQ, vertrieben durch Universal Music / Urban, mit Gastbeiträgen von Kurdo, Majoe, Payy & Ardian Bujupi. Die Albumsongs Magnum feat. Kurdo, Alélo, Wie gewohnt und One Million wurden vorab inklusive Musikvideos auf dem ALMAZ MUSIQ YouTube-Kanal ausgekoppelt. Fousys Debütalbum wurde ausschließlich digital vertrieben. Nach dem Release seines Debütalbums veröffentlichte Fousy mit Himalaya, Nachts um 4, Drip & Mula, Mai Tai und MH insgesamt fünf digital vertriebene Singles, zu denen jeweils ein Musikvideo erschien, im Falle von MHH eine Animation.

## Diskografie

### Alben
| Jahr | Titel       | Höchstplatzierung, Gesamtwochen, AuszeichnungChartsChartplatzierungen (Jahr, Titel, Platzierungen, Wochen, Auszeichnungen, Anmerkungen) | Anmerkungen                                                    |
| Jahr | Titel       | DE | Anmerkungen                                                    |
| ---- | ----------- | --- | -------------------------------------------------------------- |
| 2018 | 20 Mille EP | — | Erstveröffentlichung: 2. März 2018 digitale Veröffentlichung   |
| 2019 | Alélo       | — | Erstveröffentlichung: 12. April 2019 digitale Veröffentlichung |

### Singles
- 2018: 20MIDJ (Erstveröffentlichung: 12. Januar 2018, digitale Veröffentlichung)
- 2018: Sinaloa Kartell (Erstveröffentlichung: 9. Februar 2018, digitale Veröffentlichung; mit Kurdo)
- 2018: Sicario (Erstveröffentlichung: 23. Februar 2018, digitale Veröffentlichung)
- 2019: Magnum (Erstveröffentlichung: 15. Februar 2019, digitale Veröffentlichung; mit Kurdo)
- 2019: Alélo (Erstveröffentlichung: 8. März 2019, digitale Veröffentlichung)
- 2019: Wie gewohnt (Erstveröffentlichung: 29. März 2019, digitale Veröffentlichung)
- 2019: Himalaya (Erstveröffentlichung: 28. Juni 2019, digitale Veröffentlichung)
- 2019: Nachts um 4 (Erstveröffentlichung: 20. September 2019, digitale Veröffentlichung)
- 2020: Drip & Mula (Erstveröffentlichung: 17. Januar 2020, digitale Veröffentlichung)
- 2020: Mai Tai (Erstveröffentlichung: 28. Februar 2020, digitale Veröffentlichung)
- 2020: MHH (Erstveröffentlichung: 3. April 2020, digitale Veröffentlichung)

### Veröffentlichungen als Produzent
| Jahr | Titel          | Höchstplatzierung, Gesamtwochen, AuszeichnungChartsChartplatzierungen (Jahr, Titel, Platzierungen, Wochen, Auszeichnungen, Anmerkungen) | Anmerkungen |
| Jahr | Titel          | DE | Anmerkungen |
| ---- | -------------- | --- | --- |
| 2018 | Bugatti Veyron | DE41 (5 Wo.)DE | Erstveröffentlichung: 18. Mai 2018; digitale Veröffentlichung Interpret: Kurdo; produziert in Zusammenarbeit mit Kostas Karagiozidis |

### Musikvideos
- 2018: 20MIDJ
- 2018: Sinaloa Kartell (feat. Kurdo)
- 2018: Narcos
- 2018: Adé
- 2019: Magnum (feat. Kurdo)
- 2019: Alélo
- 2019: Wie gewohnt
- 2019: One Million
- 2019: Himalaya
- 2019: Nachts um 4
- 2020: Drip & Mula
- 2020: Mai Tai
- 2020: MHH